# Gran Telescopio Canarias
Das Gran Telescopio Canarias (GTC) ist ein astronomisches Großteleskop mit 10,4 m Spiegeldurchmesser auf dem Roque de los Muchachos auf der Kanareninsel La Palma. Gebräuchlich ist auch die Bezeichnung GRANTECAN.

## Geschichte
Das GTC-Projekt wurde mittels einer spanischen Initiative unter Führung des Instituto de Astrofísica de Canarias verwirklicht. Weitere Beteiligungen kommen aus Mexiko durch das Institut für Astronomie der Universidad Nacional Autónoma de México sowie dem Instituto Nacional de Astrofísica, Óptica y Electrónica und den USA durch die University of Florida. Der Bau der Anlage kostete rund 130 Millionen Euro.
Das GTC wurde als Teil des Roque-de-los-Muchachos-Observatoriums errichtet. Die mechanische Struktur des Teleskops wurde Anfang 2005 fertiggestellt. In der Nacht vom 13. auf den 14. Juli 2007 wurde im Rahmen einer Eröffnungsfeier der Testbetrieb aufgenommen, allerdings erst mit 12 Spiegelsegmenten. Komplettiert wurde der Spiegel mit dem Einsetzen des letzten Elements am 12. August 2008.
Die feierliche Inbetriebnahme durch den spanischen König Juan Carlos und Königin Sophia erfolgte am 24. Juli 2009.

## Ausstattung

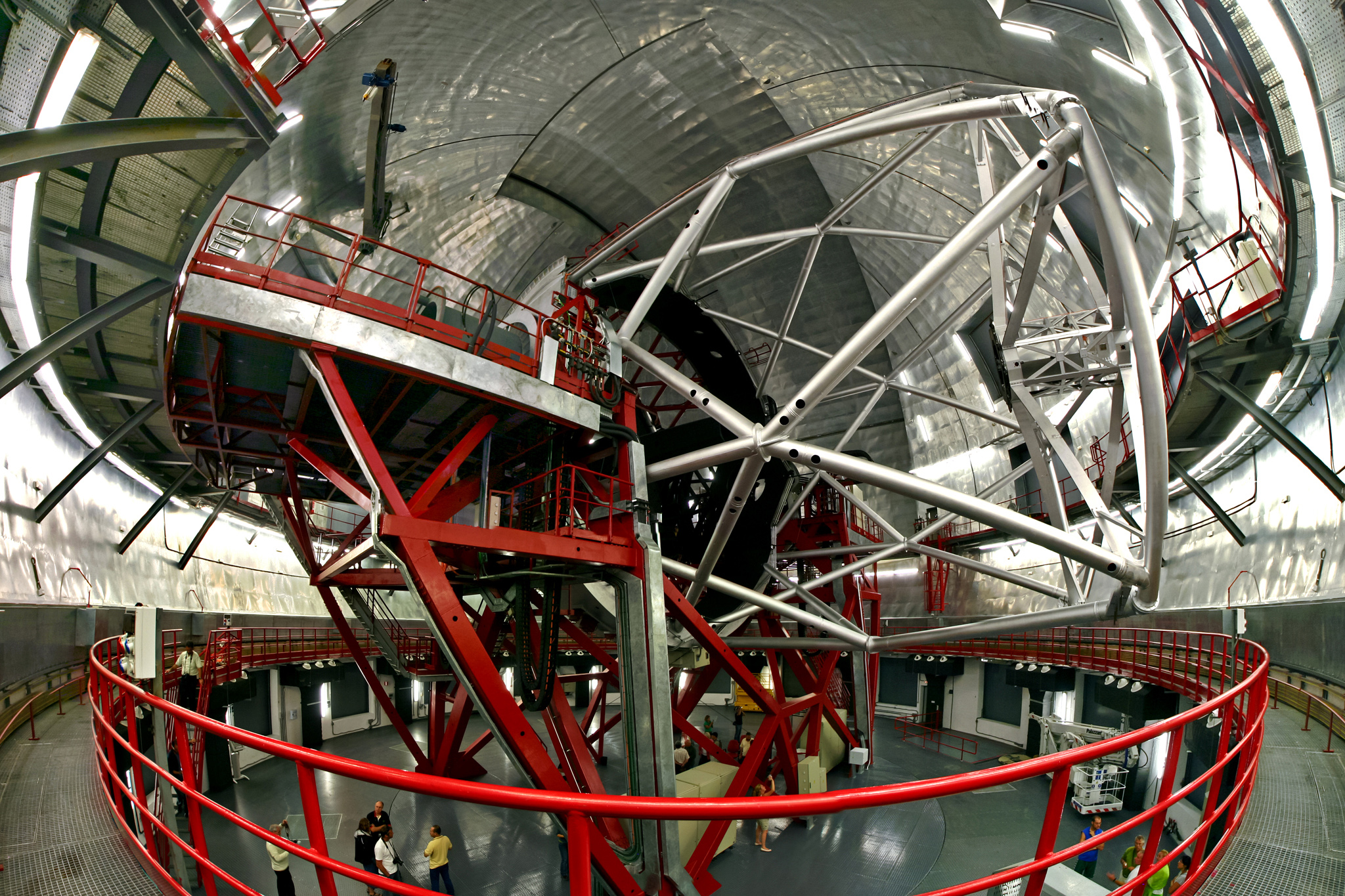
Gran Telescopio Canarias

GTC ist ein Spiegelteleskop mit aktiver Optik. Mit seinem aus 36 sechseckigen Einzelspiegeln bestehenden segmentierten Hauptspiegel hat es die gleiche Konzeption wie die Keck-Teleskope. Der Spiegelträger aus Zerodur-Glaskeramik wurde von der Mainzer Schott AG hergestellt.
Erste Instrumente am GTC waren OSIRIS (Kamera und Spektrometer für Licht und nahes Infrarot zwischen 365 und 1050 nm Wellenlänge) und CanariCam (Kamera und Spektrometer für das mittlere Infrarot zwischen 8 und 25 μm Wellenlänge).